# Иван Пшеничный
Иван Пшени́чный (бел. Іван  Пшанічны) — литературный персонаж повести Василя Быкова «Журавлиный крик». Один из самых опытных из шести бойцов, оставленных на переезде, старше
всех «ён, Пшанічны, раза ў паўтара старэйшы за кожнага (хіба толькі Карпенка такога ж узросту)» (Ковальчук, 2020).
Отец Ивана был раскулачен. Это оставило яркий отпечаток на биографии юноши. Из-за этого до войны Пшеничный подвергался притеснениями со стороны товарищей и начальников, что сказалось на его поведении на войне.
Шестеро солдат получают приказ сутки защищать железнодорожный переезд. Среди них Иван, представленный автором как «неповоротливый (бел. непаваротлівы) мордатый (бел. мардаты) боец».
Иван думал, что на стороне немцев его ждёт успех, и всё же решил сдаться в плен бойцам фюрера, где его, в свою очередь, и убили.